# Navadna železnica
Pod navadno železnico (angl. heavy rail) spadajo:
- hitra železnica
- regionalna železnica
- tovorna železnica

Razlika z mestno železnico (angl. light rail), podzemno železnico in tramvajem je v uporabljeni tehnologiji, saj navadna železnica zahteva boljše tirnice zaradi večjih obremenitev. Sama meja med obema železnicama sicer ni zelo trdno postavljena.